# Réthi
Réthi (Rethi) är en ort i Grekland.   Den ligger i prefekturen Nomós Korinthías och regionen Peloponnesos, i den centrala delen av landet, 110 km väster om huvudstaden Aten. Réthi ligger 558 meter över havet och antalet invånare är 194.
Terrängen runt Réthi är varierad.Runt Réthi är det ganska glesbefolkat, med 28 invånare per kvadratkilometer. Närmaste större samhälle är Xylókastro, 12,8 km nordost om Réthi. 